# De Corenbloem
De Corenbloem (en français : Le Bleuet) est une chambre de rhétorique néerlandophone de Bruxelles.

## Bref historique[1]

### Des débuts jusqu'au milieu duXVIesiècle
Le 14 juillet 1562, un secrétaire municipal déclara avoir vu le règlement, daté du 4 octobre 1484, de la Corenbloem et que celui-ci indiquait que, par l'intermédiaire du magistrat, cette chambre de rhétorique avait déjà adopté une réglementation en août 1477.  Toutefois, la mort du greffier de la ville empêcha sa registration.  Le 13 octobre 1479, la ville de Bruxelles accorda au chef, au prince, au facteur ainsi qu'aux doyens, aux parents, aux membres ordinaires et aux hommes vertueux de cette société de rhétoriciens l'emploi d'une pièce dans la Maison des Bouchers.  Il s'agit de la première mention de cette chambre de rhétorique dans des documents d'archives.

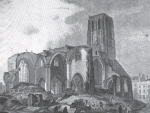
Représentation par un artiste anonyme de la démolition de l'église Saint-Géry de Bruxelles en 1799, Musée de la Ville de Bruxelles. Les membres de la Corenbloem appartinrent longtemps à la confrérie de Saint-Sébastien au sein de cette église.

C'est à partir de 1561-1562 qu'apparaît dans les sources la devise Ieucht sticht vreucht (« La jeunesse créée l'allégresse »).
Au plus tard à partir de 1561, le saint patron de cette chambre était saint Sébastien.
La société est mentionnée dans les comptes de la ville de 1485-1486.  Elle disposait alors d'un local pour jouer des pièces.
« De Corenbloeme van Bruessele » était présente à Malines en 1493.  En 1561, elle prit part au jeu des haies qui suivait au concours du landjuweel d'Anvers.
Le 26 juillet 1562 et le 19 mai 1565, elle organisa elle-même un concours.  En 1574, elle participa à un concours de « refrains », annoncé par les marguilliers de l'église Saint-Jacques d'Anvers. De Corenbloem participa encore à la compétition de Malines en 1620.
Jusqu'à 1540 environ, les membres de cette chambre appartinrent aussi à la confrérie de Saint-Sébastien au sein de l'église Saint-Géry de Bruxelles ; il fallait être membre de la guilde de Saint-Sébastien avant de pouvoir adhérer à la chambre, qui accompagnait toujours la guilde aux compétitions des milices bourgeoises pour participer aux concours d'« esbattements ».
En outre, la chambre entretenait des liens d'amitiés avec la chambre De Distelbloem (La Fleur de Chardon) de Termonde.

### L'influence de la réforme protestante
L'engagement religieux des chambres de rhétorique sera de plus en plus marqué par des traits réformateurs.
Pour ce qui est des activités de la chambre De Corenbloem, la preuve en est qu'en automne 1559, elle devint l’objet d’une enquête judiciaire ; le 29 septembre 1559, le jour de saint Michel, 't Mariacransken avait joué devant le magistrat de Bruxelles un tafelspel, intitulé Spel van twee sotten, dans lequel, selon plusieurs prêtres, on tournait en ridicule la sainte hostie.  L'enquête mena à Franchoys van Ballaer, le facteur de la Corenbloem et, en tant que poète urbain, également celui du Mariacransken.  Il renvoya les enquêteurs aux acteurs : un cordonnier et un tapissier.  Le cordonnier déclara avoir troqué, avec un inconnu dans une auberge à Bruxelles, quelques « refrains » pour le texte de la pièce.  Il affirma encore avoir transmis ce texte au facteur Van Ballaer avant de le faire copier par un enfant de chœur de l'église Sainte-Gudule.  Il y ajouta qu'un autre rhétoricien bruxellois, le vieux Pauwels Thielmans, avait joué la même pièce plusieurs années auparavant et que celui-ci la connaissait encore par cœur.  Lorsque les enquêteurs interrogèrent Thielmans, alors âgé de 62 ans, celui-ci confirma avoir joué la pièce quarante ans auparavant.  À la consternation des enquêteurs, il était encore capable de réciter le rôle entier du fou imaginaire du début jusqu'à la fin.  Thielmans prétendit que le défunt prêtre de la paroisse de Sainte-Gudule avait assisté plusieurs fois à la représentation de la pièce et qu'il pouvait en rire, ce qui était apparemment déterminant pour que les enquêteurs procédassent au classement sans suite de l'affaire, comme ils le firent d'ailleurs dans le cas des plaintes pareilles portées contre Den Boeck.
Le 4 septembre 1581 eut lieu un concours de refrains de tendance particulièrement calviniste, organisé par la chambre à une époque où les gueux détenaient le pouvoir à Bruxelles.

### Membres de laCorenbloem
- Franchoys van Ballaer (?(XVe siècle)-?)
- Everard Syceram (vers 1560 – vers 1620)

#### Sur la littérature néerlandaise
- Littérature néerlandaise.

#### Sur les chambres de rhétorique
- Chambre de rhétorique ;
- Landjuweel.

#### Quelques chambres de rhétorique
- La chambre de rhétorique De Avonturiers (Warneton) ;
- La chambre de rhétorique De Baptisten (Bergues) ;
- La chambre de rhétorique Het Bloemken Jesse (Middelbourg) ;
- La chambre de rhétorique Den Boeck (Bruxelles) ;
- Eerste Nederduytsche Academie (Amsterdam) ;
- La chambre de rhétorique De Egelantier (Amsterdam) ;
- La chambre de rhétorique De Fonteine (Gand) ;
- La chambre de rhétorique De Gheltshende (Bailleul) ;
- La chambre de rhétorique De Lelie (Bruxelles) ;
- La chambre de rhétorique 't Mariacransken (Bruxelles) ;
- La chambre de rhétorique De Olijftak (Anvers) ;
- La chambre de rhétorique De Ontsluiters van Vreugde (Steenvoorde) ;
- La chambre de rhétorique De Peoene (Malines) ;
- La chambre de rhétorique De Persetreders (Hondschoote) ;
- La chambre de rhétorique De Royaerts (Bergues) ;
- La chambre de rhétorique Sainte-Anne (Enghien) ;
- La chambre de rhétorique Saint-Michel (Dunkerque) ;
- La chambre de rhétorique De Violette (Bruxelles) ;
- La chambre de rhétorique De Violieren (Anvers) ;
- La chambre de rhétorique De Witte Angieren (Haarlem).